# Изиньи-сюр-Мер (кантон)
Изиньи-сюр-Мер (фр. Isigny-sur-Mer) — упраздненный кантон во Франции, находился в регионе Нижняя Нормандия. Департамент кантона — Кальвадос. Входил в состав округа Байё. Население кантона на 2006 год составляло 9992 человек.
Код INSEE кантона 1420. Всего в кантон Изиньи-сюр-Мер входило 24 коммуны, из них главной коммуной являлась Изиньи-сюр-Мер.

## Коммуны кантона
- Аньер-ан-Бессен — население 63 чел.
- Канши — население 206 чел.
- Кардонвиль — население 100 чел.
- Картиньи-л’Эпине — население 296 чел.
- Кастийи — население 263 чел.
- Криквиль-ан-Бессен — население 182 чел.
- Дё-Жюмо — население 76 чел.
- Англькевиль-ла-Персе — население 93 чел.
- Жефос-Фонтене — население 136 чел.
- Гранкан-Мези — население 1757 чел.
- Изиньи-сюр-Мер — население 2755 чел.
- Ла-Камб — население 609 чел.
- Ла-Фоли — население 114 чел.
- Лез-Убо — население 224 чел.
- Лизон — население 472 чел.
- Лонгвиль — население 252 чел.
- Монфревиль — население 103 чел.
- Нёйи-ла-Форе — население 464 чел.
- Османвиль — население 580 чел.
- Сент-Маргерит-д’Эль — население 756 чел.
- Сен-Жермен-дю-Пер — население 142 чел.
- Сен-Маркуф — население 93 чел.
- Сен-Пьер-дю-Мон — население 78 чел.
- Вуйи — население 178 чел.